# Ifigenia (nome)
Ifigenia  è un nome proprio di persona italiano femminile.

## Varianti
- Femminili: Efigenia
- Maschili: Efigenio

### Varianti in altre lingue
- Albanese: Ifigjenia
- Armeno: Իփիգենիա (Ipʿigenia)
- Basco: Ifigenia[5]
- Bulgaro: Ифигения (Ifigenija)
- Catalano: Ifigènia[5]
- Croato: Ifigenija
- Esperanto: Ifigenia
- Francese: Iphigénie
- Galiziano: Ifixenia
- Greco antico: Ἰφιγένεια (Iphigeneia)[2][3][6]
- Greco moderno: Ιφιγένεια (Ifigeneia)
- Inglese: Iphigenia
- Latino: Iphigenia[1]
- Latino: Ifigenija
- Polacco: Ifigenia
- Portoghese: Ifigénia, Efigénia[6]
- Portoghese brasiliano: Efigênia[6]
- Russo: Ифигения (Ifigenija)
- Serbo: Ифигенија (Ifigenija)
- Spagnolo: Ifigenia[5], Efigenia[7]
- Tedesco: Iphigenie
- Ucraino: Іфігенія (Ifihenija)
- Ungherese: Ifigénia

## Origine e diffusione

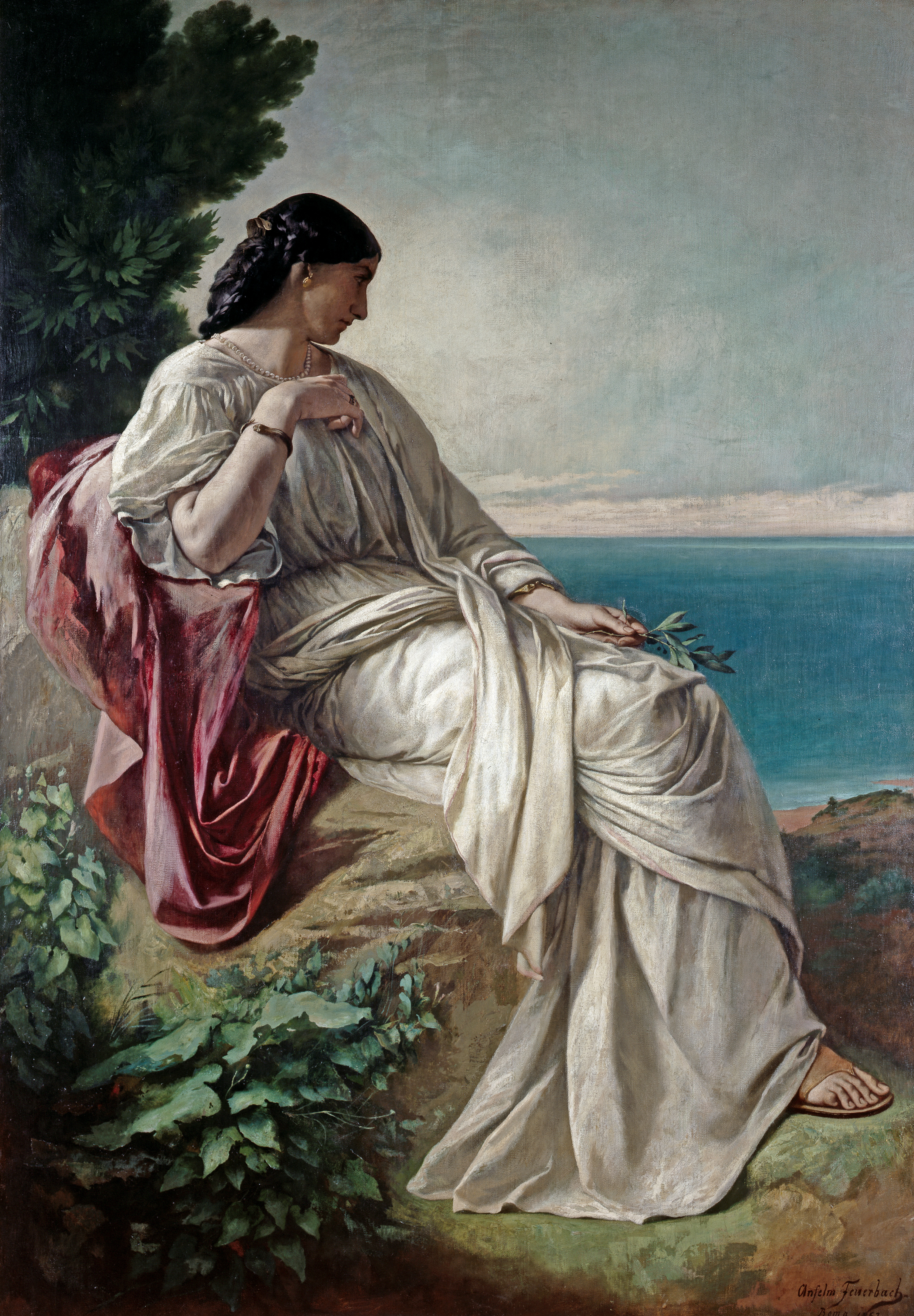
Ifigenia, di Anselm Feuerbach

Continua il nome greco Ιφιγενεια (Iphigeneia), composto dalle radici ιφιος (iphios, "forte") e γενης (genes, "nato") o γενος (genos, "nascita", "generazione", "stirpe"); può essere interpretato come "[donna] di forte stirpe".
È un nome di matrice classica e letteraria; è presente nella mitologia greca con il personaggio di Ifigenia, figlia di Agamennone e Clitennestra, di cui si narra nell'Iliade e alla cui storia sono ispirate numerosissime tragedie ed opere liriche classiche e moderne che ne hanno sostenuto la fama, anche se la diffusione è comunque scarsa. Era inoltre un appellativo di Artemide così detta forse perché invocata per aiutare nel parto.
L'accentazione corretta del nome sarebbe piana ("Ifigenìa"), ma nell'uso popolare è frequente quella sdrucciola ("Ifigènia"), probabilmente dovuta all'influsso di altri nomi come Eugenia.

## Onomastico
L'onomastico si può festeggiare il 21 settembre in memoria di santa Ifigenia, leggendaria vergine e principessa etiope; il 7 luglio si ricorda inoltre la beata Ifigenia di San Matteo de Gaillard de la Valdène, religiosa sacramentina, una dei Martiri di Orange uccisi durante la rivoluzione francese.

## Persone
- Ifigenia Martínez y Hernández, politica, diplomatica ed economista messicana

### Varianti maschili
- Efigenio Favier, schermidore cubano

## Il nome nelle arti
- Calliope Iphegenia Torres, più nota come Callie Torres, è un personaggio della serie televisiva Grey's Anatomy.